# 王學夔
王學夔（1483年—1576年），字唐卿，號兩洲，江西安福縣人，明朝政治人物，進士出身。

## 生平
正德二年（1507年），王學夔中式丁卯科江西鄉試舉人，正德九年（1514年）登甲戌科进士，初任刑部陝西司主事，以明允稱。改吏部考功司主事。因力谏南巡，被罰跪阙下，受廷杖。歷官文选司主事、员外郎、考功郎中、文選郎中，一生清廉。嘉靖六年（1527年）六月升南京太僕寺少卿，八年五月改北太僕寺少卿，十一月調太常寺少卿，求退益切，九年十二月遂遷福建左參議，歷本省右參政，十一年八月升本司右布政使，十二年二月升廣東左布政使，十三年六月轉南京光祿寺少卿，十四年四月以都察院右副都御史、撫治鄖陽，十五年丁父憂歸。十八年九月起改南京右副都御史、提督操江兼管巡江，剿灭崇明海盜秦璠、黃艮等，二十年八月改任南京大理寺卿，三年秩满，二十年十二月荫子王世初为國子生。二十一年三月升吏部左侍郎，二十四年十二月升南京禮部尚書，二十八年二月改南京吏部尚書，十二月改南京兵部尚書、參贊機務，二十九年二月因年老乞求致仕退休，隆庆、万历年间，皇帝一再慰問，享壽九十四。赠太子少保。

## 家族
曾祖父王循纪，壽官，號江湖散人。祖父王珉，號果斋。父亲王稼（1457年-1536年），字本茂，别號水蘗。母颜氏（1454年-1523年），初封安人，继封宜人。弟王學益，嘉靖八年进士。從弟王學孔，嘉靖二年进士；王學舜，嘉靖四年舉人；